# Scotorythra ortharcha
Scotorythra ortharcha là một loài bướm đêm trong họ Geometridae.